# Wereldkampioenschappen schaatsen afstanden 2024 - Massastart mannen
De massastart mannen op de wereldkampioenschappen schaatsen afstanden 2024 werd gereden op zaterdag 17 februari 2024 in de Olympic Oval in Calgary, Canada.

## Uitslag Finale
| Rang   | Schaatser                | Land             | Ronden | Punten per sprint | Punten per sprint | Punten per sprint | Punten per sprint | Punten per sprint | Tijd    | Nr. |
| Rang   | Schaatser                | Land             | Ronden | 1                 | 2                 | 3                 | Eind              | Som               | Tijd    | Nr. |
| ------ | ------------------------ | ---------------- | ------ | ----------------- | ----------------- | ----------------- | ----------------- | ----------------- | ------- | --- |
| Goud   | Bart Swings              | België           | 16     | 1                 | 2                 |                   | 60                | 63                | 8.40,67 | 2   |
| Zilver | Antoine Gélinas-Beaulieu | Canada           | 16     |                   |                   |                   | 40                | 40                | 8.40,70 | 5   |
| Brons  | Livio Wenger             | Zwitserland      | 16     |                   |                   |                   | 20                | 20                | 8.40,77 | 4   |
| 4      | Andrea Giovannini        | Italië           | 16     |                   | 1                 |                   | 10                | 11                | 8.41,16 | 6   |
| 5      | Bart Hoolwerf            | Nederland        | 16     |                   |                   |                   | 6                 | 6                 | 8.42,30 | 3   |
| 6      | Peter Michael            | Nieuw-Zeeland    | 16     | 2                 | 3                 |                   |                   | 5                 | 8.46,92 | 1   |
| 7      | Daniele Di Stefano       | Italië           | 16     |                   |                   | 1                 | 3                 | 4                 | 8.42,43 | 8   |
| 8      | Gabriel Odor             | Oostenrijk       | 16     | 3                 |                   |                   |                   | 3                 | 8.24,29 | 5   |
| 9      | Mathieu Belloir          | Frankrijk        | 16     |                   |                   | 3                 |                   | 3                 | 8.30,60 | 4   |
| 10     | Felix Maly               | Duitsland        | 16     |                   |                   | 2                 |                   | 2                 | 8.47,45 | 2   |
| 11     | Chung Jae-won            | Zuid-Korea       | 16     |                   |                   |                   |                   | 0                 | 8.43,09 | 6   |
| 12     | Ethan Cepuran            | Verenigde Staten | 16     |                   |                   |                   |                   | 0                 | 8.43,38 | 8   |
| 13     | Timothy Loubineaud       | Frankrijk        | 16     |                   |                   |                   |                   | 0                 | 8.43,40 | 7   |
| 14     | Conor McDermott-Mostowy  | Verenigde Staten | 16     |                   |                   |                   |                   | 0                 | 8.55,66 | 7   |
| 15     | Jake Weidemann           | Canada           | 15     |                   |                   |                   |                   | 0                 | 8.53,06 | 3   |
| 16     | Shomu Sasaki             | Japan            | 14     |                   |                   |                   |                   | 0                 | 7.52,89 | 1   |

## Uitslag Halve Finale 1
| Rang | Schaatser            | Land             | Ronden | Punten per sprint | Punten per sprint | Punten per sprint | Punten per sprint | Punten per sprint | Tijd    | Nr. |
| Rang | Schaatser            | Land             | Ronden | 1                 | 2                 | 3                 | Eind              | Som               | Tijd    | Nr. |
| ---- | -------------------- | ---------------- | ------ | ----------------- | ----------------- | ----------------- | ----------------- | ----------------- | ------- | --- |
| 1    | Shomu Sasaki         | Japan            | 16     |                   | 2                 | 3                 | 60                | 65                | 8.08,69 | 10  |
| 2    | Bart Swings          | België           | 16     | 2                 | 3                 | 1                 | 40                | 46                | 8.08,91 | 3   |
| 3    | Jake Weidemann       | Canada           | 16     | 1                 | 1                 | 2                 | 20                | 24                | 8.14,82 | 12  |
| 4    | Livio Wenger         | Zwitserland      | 16     |                   |                   |                   | 10                | 10                | 8.27,80 | 2   |
| 5    | Gabriel Odor         | Oostenrijk       | 16     |                   |                   |                   | 6                 | 6                 | 8.27,98 | 8   |
| 6    | Andrea Giovannini    | Italië           | 16     |                   |                   |                   | 3                 | 3                 | 8.28,01 | 1   |
| 7    | Timothy Loubineaud   | Frankrijk        | 16     | 3                 |                   |                   |                   | 3                 | 8.29,80 | 5   |
| 8    | Ethan Cepuran        | Verenigde Staten | 16     |                   |                   |                   |                   |                   | 8.28,09 | 6   |
| 9    | Allan Dahl Johansson | Noorwegen        | 16     |                   |                   |                   |                   |                   | 8.28,12 | 9   |
| 10   | Marcel Bosker        | Nederland        | 16     |                   |                   |                   |                   |                   | 8.28,90 | 4   |
| 11   | Fridtjof Petzold     | Duitsland        | 16     |                   |                   |                   |                   |                   | 8.31,47 | 11  |
| 12   | Lee Seung-hoon       | Zuid-Korea       | 16     |                   |                   |                   |                   |                   | 8.33,97 | 7   |

## Uitslag Halve Finale 2
| Rang | Schaatser                | Land             | Ronden | Punten per sprint | Punten per sprint | Punten per sprint | Punten per sprint | Punten per sprint | Tijd    | Nr. |
| Rang | Schaatser                | Land             | Ronden | 1                 | 2                 | 3                 | Eind              | Som               | Tijd    | Nr. |
| ---- | ------------------------ | ---------------- | ------ | ----------------- | ----------------- | ----------------- | ----------------- | ----------------- | ------- | --- |
| 1    | Peter Michael            | Nieuw-Zeeland    | 16     |                   | 3                 | 3                 | 60                | 66                | 7.55,12 | 25  |
| 2    | Felix Maly               | Duitsland        | 16     |                   |                   | 2                 | 40                | 42                | 7.55,21 | 21  |
| 3    | Bart Hoolwerf            | Nederland        | 16     |                   | 2                 |                   | 20                | 22                | 8.20,26 | 17  |
| 4    | Mathieu Belloir          | Frankrijk        | 16     |                   |                   |                   | 10                | 10                | 8.20,35 | 26  |
| 5    | Antoine Gélinas-Beaulieu | Canada           | 16     | 3                 |                   |                   | 6                 | 9                 | 8.20,45 | 20  |
| 6    | Chung Jae-won            | Zuid-Korea       | 16     |                   |                   |                   | 3                 | 3                 | 8.20,56 | 16  |
| 7    | Conor McDermott-Mostowy  | Verenigde Staten | 13     | 1                 |                   |                   |                   | 1                 | 7.42,69 | 23  |
| 8    | Daniele Di Stefano       | Italië           | 3      |                   |                   |                   |                   | 0                 | 1.52,50 | 18  |
| 9    | Kota Kikuchi             | Japan            | 11     | 2                 |                   |                   |                   | 0                 | DSQ     | 19  |
| 9    | Vitaliy Schigolev        | Kazachstan       | 11     |                   |                   |                   |                   | 0                 | DSQ     | 27  |
| 9    | Artur Janicki            | Polen            | 16     |                   |                   |                   |                   | 0                 | DSQ     | 24  |
| 9    | Kristian Gamme Ulekleiv  | Noorwegen        | 16     |                   | 1                 | 1                 |                   | -2-               | DSQ     | 22  |

2015 · 
2016 · 
2017 ·
2019 ·
2020 ·
2021 ·
2023 ·
2024 ·
2025